# Antonio Domenicali
Antonio Domenicali (17 de fevereiro de 1936 — 5 de julho de 2002) foi um ciclista italiano que competia em provas de ciclismo de estrada e pista.
Competiu como amador nos Jogos Olímpicos de 1956, em Melbourne, onde ganhou a medalha de ouro na prova de perseguição por equipes, juntamente com Valentino Gasparella, Leandro Faggin e Franco Gandini.